# Colonial Colleges
Die Colonial Colleges (etwa: Koloniale Kollegien) sind neun US-amerikanische Hochschulen, die während der Kolonialzeit, also vor der Unabhängigkeit der Vereinigten Staaten, gegründet wurden.
Sieben davon gehören heute zur Ivy League und sind allesamt private Universitäten (Brown University, Columbia University, Dartmouth College, Harvard University, Princeton University, University of Pennsylvania, Yale University). Zwei der ursprünglich neun Colonial Colleges haben sich im Laufe der Jahre in öffentliche Universitäten verwandelt, und obwohl sie großes internationales Prestige besitzen, sind sie nicht Teil der Ivy League. Es sind das College of William & Mary und die Rutgers University.
Im Folgenden eine Übersicht zu den neun Colonial Colleges (nach Gründungsjahr, unter ihrem heutigen Namen):
- New College 1636 (Harvard University)
- The College of William & Mary 1693 (Name unverändert)
- Collegiate School 1701 (Yale University)
- College of Philadelphia 1740 (University of Pennsylvania)
- College of New Jersey 1746 (Princeton University)
- King’s College 1754 (Columbia University)
- College in der englischen Kolonie Rhode Island & Providence Plantations 1764 (Brown University)
- Queen’s College 1766 (Rutgers Universität)
- Dartmouth College 1769 (Name unverändert)